# آرمونا (کالیفرنیا)
آرمونا (به انگلیسی: Armona) یک منطقهٔ مسکونی در ایالات متحده آمریکا است که در شهرستان کینگز، کالیفرنیا واقع شده‌است. آرمونا ۴٫۹۳ کیلومتر مربع مساحت و ۹۲٬۱۸۶ نفر جمعیت دارد و ۷۳ متر بالاتر از سطح دریا واقع شده‌است.